# Raphaël Enthoven
Raphaël Enthoven (Parigi, 9 novembre 1975) è uno scrittore, saggista, filosofo, opinionista, conduttore televisivo e radiofonico francese.

## Biografia

### Origini familiari
Raphaël Enthoven è il primogenito dello scrittore ed editore Jean-Paul Enthoven (appartenente a una famiglia ebraica borghese) e della scrittrice Catherine David; ha due sorellastre e un fratellastro.

### Formazione
Enthoven ha studiato a Parigi al Lycée Montaigne dalla sesta alla seconda classe, poi al Lycée Henri-IV nel settore A2.
Nel 1995 è entrato all'École normale supérieure e ha ottenuto una qualificazione in filosofia nel 1999. Ha scritto la sua tesi per un diploma di studi avanzati (DEA) nell'anno 2000 trattando aspetti del nichilismo, sotto la supervisione di Pierre-François Moreau, che con François Guéry è stato il suo relatore di tesi.
È stato allievo dei filosofi Patrick Wotling e Jacques Darriulat.
In tutt'altro registro, dal 1996 al 1997 è stato presidente del ramo giovanile della più antica e una delle più private società studentesche francesi, la Conférence Olivaint, dove è stato poi lui stesso ricevuto come ospite in diverse occasioni.

### Vita privata
Nel 1996 Raphaël Enthoven ha sposato la scrittrice Justine Lévy, figlia dell'intellettuale Bernard-Henri Lévy, migliore amico di suo padre, Jean-Paul Enthoven. Nel 2000 divorzio dopo aver iniziato una relazione con la modella Carla Bruni, che prima aveva convissuto con il padre di lui, Jean-Paul, ma i due si sono separati nel 2007.
Raphaël Enthoven è padre di cinque figli:
- Aurélien, nato il 20 giugno 2001, avuto dalla modella Carla Bruni.[2]
- Sacha, nato il 19 dicembre 2008, avuto dall'attrice Chloé Lambert.[3]
- Loup, nato il 31 ottobre 2014, avuto dalla navigatrice Maud Fontenoy.[4]
- Zadig e Marcel, avuti dalla scrittrice Adèle Van Reeth, sua compagna dal 2017.[5]

Dopo che Raphaël ha pubblicato nel 2020 il libro autobiografico Temps gagné, suo padre Jean-Paul ha annunciato attraverso il quotidiano Le Figaro l'intenzione di «recidere ogni legame» con il figlio; inoltre, l'ex suocero Bernard-Henri Lévy avrebbe sporto denuncia contro la casa editrice l'Observatoire per «diffamazione, insulto e violazione della privacy».
Enthoven viene citato in due opere delle sue ex compagne:
- Appare con lo pseudonimo di Adrien nel libro autobiografico Rien de grave pubblicato nel 2004 e scritto dall'ex moglie Justine Lévy, dove lei racconta in particolare della disperazione in cui l'ha gettata la loro rottura.
- Viene presentato col vero nome Raphaël nella canzone Quelqu'un m'a dit di Carla Bruni, pubblicata nell'album omonimo nel 2002.

## Carriera
Ha insegnato per due anni presso l'Università Jean Moulin Lyon 3, poi all'Università di Parigi VII-Jussieu, e durante i primi due anni (2002 e 2003) presso l'Université populaire de Caen, fondata da Michel Onfray, dove dirige il seminario generale di filosofia. Dopo un po' di tempi, è diventato co-produttore del programma radiofonico Les Vendredis de la philosophie su France Culture. In precedenza ha insegnato filosofia politica presso il Sciences Po, (2000 - 2003, 2005 - 2007) e presso l'École polytechnique (2007 - 2010), attualmente insegna corsi di Spinoza, Bergson e Clément Rosset. Dal 2013 insegna anche filosofia a studenti delle scuole superiori di primo e secondo anno presso l'École Jeannine Manuel.
È il direttore della rivista Philosophie Magazine. Dopo aver affrontato politica, con la rivista L'Express, è diventato un'icona di tutti i giorni nel nuovo palinsesto France Culture nel 2008-2009, portando spettacoli.
Dall'ottobre 2008, ha prodotto lo spettacolo Philosophy in onda domenica alle 13:00 su Arte.

## Opere (lista parziale)
- Un jeu d'enfant : la philosophie (Fayard, 2007; riedizione Pocket, 2008)
- L'Endroit du décor (Gallimard, 2009)
- Lectures de Proust (Fayard, 2013)
- Matière Première (Gallimard, 2013)
- Temps gagné (Observatoire, 2020)